# Сен-Жермен-де-Буа (Шер)
Сен-Жермен-де-Буа (фр. Saint-Germain-des-Bois) — коммуна во Франции, находится в регионе Центр. Департамент — Шер. Входит в состав кантона Дён-сюр-Орон. Округ коммуны — Сент-Аман-Монтрон.
Код INSEE коммуны — 18212.
Коммуна расположена приблизительно в 220 км к югу от Парижа, в 120 км южнее Орлеана, в 20 км к югу от Буржа.

## Население
Население коммуны на 2008 год составляло 576 человек.
| 1962 | 1968 | 1975 | 1982 | 1990 | 1999 | 2008 |
| ---- | ---- | ---- | ---- | ---- | ---- | ---- |
| 473  | 515  | 545  | 557  | 594  | 547  | 576  |

## Администрация
| Период | Период | Фамилия       | Партия | Примечания |
| ------ | ------ | ------------- | ------ | ---------- |
| 1971   | 2006   | Эмиль Дедьон  |        |            |
| 2006   | 2008   | Бернар Дезабр |        |            |
| 2008   | 2014   | Ги Виллоди    |        |            |

## Экономика

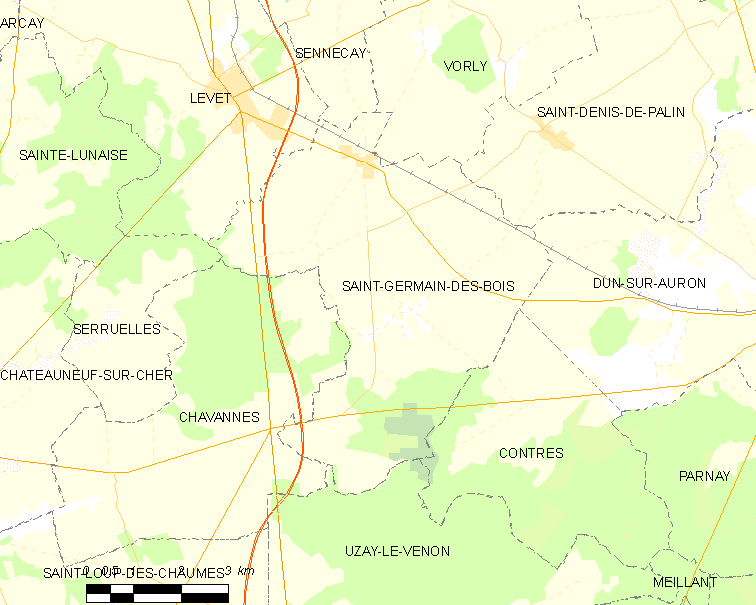
Карта коммуны

В 2007 году среди 374 человек в трудоспособном возрасте (15-64 лет) 296 были экономически активными, 78 — неактивными (показатель активности — 79,1 %, в 1999 году было 71,0 %). Из 296 активных работали 274 человека (147 мужчин и 127 женщин), безработных было 22 (9 мужчин и 13 женщин). Среди 78 неактивных 18 человек были учениками или студентами, 35 — пенсионерами, 25 были неактивными по другим причинам.

## Достопримечательности
- Церковь Сен-Жермен (XII век)
- Следы древнеримской дороги
- Два менгира эпохи неолита